# بای‌سیماس
بای‌سیماس (به انگلیسی: BiCMOS) یک فناوری نیم‌رسانای پیشرفته می‌باشد که در حقیقت دو فناوری نیم‌رسانای قبلی در ترانزیستورهای پیوندی دوقطبی (BJT) و ترانزیستورهای سیماس را یکجا در یک قطعه مدار مجتمع به ارمغان می‌آورد.
ترانزیستورهای پیوند دوقطبی دارای سرعت بالا، گِین بالا و مقاومت پایین در خروجی می‌باشند که مناسب برای بکارگیری در تقویت کننده‌های آنالوگ فرکانس بالا می‌باشند؛ در حالیکه فناوری سیماس مقاومت بالا در طبقه ورودی را تضمین می‌کند که گزینهٔ ایده‌آلی برای ساخت مدارات سادهٔ منطقی با ولتاژ پائین می‌باشد. برای تمام مدتی که این دو فناوری در ساخت بکار برده می‌شدند، طراحان مدار که از قطعات مجزا استفاده می‌کردند به مزیت ادغام کردن این دو فناوری پی بردند؛ با این وجود، به دلیل ضعف فناوریک در ساخت مدارات مجتمع، کاربرد این طرح آزادانه فقط محصور به مدارات تقریباً ساده بود. مدارات گسسته متشکل از صدها یا هزاران ترانزیستور به سرعت شروع به اشغال صدها یا هزاران سانتی‌متر مربع از سطح مقطع بورد مدارات کردند، و برای مدارات با سرعت خیلی بالا از قبیل آنهایی که در کامپیوترهای دیجیتال نوین امروزی استفاده می‌شوند، فواصل بین ترانزیستورها (و مینیموم ظرفیت خازنی اتصالات بین آنها) هم دستیابی به سرعت‌های مدنظر را به طرز باورنکردنی ای دست نیافتنی می‌کرد؛ بنابراین اگر این طرح‌ها به شکل مدارات مجتمع قابل ساخت نباشند، پس قابل پیاده‌سازی نخواهند بود.

در دهه ۹۰ میلادی، تکنولوژی‌های نوین ساخت مدارات مجتمع رؤیای ساخت مدارات بای‌سیماس را به حقیقت تبدیل کردند. این فناوری به سرعت جایگاهی در ساخت تقویت کننده‌ها و مدارات آنالوگ مدیریت توان پیدا کرد و دارای مزایایی هم در منطق دیجیتال می‌باشد. مدارات بای‌سیماس به نحو احسن از خصوصیات هر دو نوع ترانزیستورهای کنار هم آمده استفاده می‌کند. اساساً این بدان معنی می‌باشد که مدارات با جریان‌دهی بالا از ترانزیستورهای اثر میدانی نیم‌رسانا اکسید فلز برای کنترل بهینه سود می‌برند، و قسمت‌هایی از مدارات با بازدهی بالا از قطعات دوقطبی (BJT) بهره می‌برند.

## معایب
ساخت و تولید انبوه بای‌سیماس‌ها برای استفاده در برخی ابزارها مانند ریزپردازنده‌ها علی‌رغم بی‌جی‌تی و سیماس‌ها صرفه اقتصادی ندارند. متأسفانه اکثر مزایای ساخت سیماس، مشابه بای‌سیماس‌ها نمی‌باشد. سختی ساخت بای‌سیماس‌ها ناشی از این واقعیت است که بهینه‌سازی هر قطعه BJT و MOS با یکدیگر فرایندی غیرممکن است مگر اینکه روند تولید زیادی را پشت سر قرار دهیم که در نتیجه آن افزایش هزینه را در برخواهد داشت. درنهایت در زمینه عملکرد منطقی بالا استفاده از بای‌سیماس به تنهایی نمی‌تواند ضامن مصرف انرژی پایین باشد زیرا بای‌سیماس‌ها در حالت آماده به کار انرژی بالایی مصرف می‌کنند. یک ترکیب خاص از بای‌سیماس و سیماس که اگر بتوانیم گیت‌های هرکدام را بهینه‌سازی نماییم می‌تواند قابل پیاده‌سازی باشد. اما از آنجایی که در حال حاضر سیماس‌ها برای منطق دیجیتال خالص ایده‌آل هستند، تنها مشکل جدی ای که وجود دارد هنگام به هم بستن مدار منطقی مطلوب در کنار بقیه مدارها بر روی یک تراشه سخت‌افزاری مشترک می‌تواند باعث غیر منطقی شدن مدار شود. این کار می‌تواند به منظور ساخت ابزارهای «سیگنال ترکیبی» (به انگلیسی: MIXED-SIGNAL) باشد یا برای کاهش تعداد تراشه‌ها در یک محصول الکترونیکی با ترکیب دو تراشه به یک تراشه انجام شود که نتیجه آن کاهش هزینه‌ها، اندازه یا وزن نهایی محصول شود.